# Gandaritis coreana
Gandaritis coreana är en fjärilsart som beskrevs av Felix Bryk 1948. Gandaritis coreana ingår i släktet Gandaritis och familjen mätare. Inga underarter finns listade i Catalogue of Life.